# Choucroute
Pour le plat, voir choucroute d'Alsace.
La choucroute [ ʃukʁut] (de l'allemand : das Sauerkraut [ˈzaʊ.ɐ.kʁaʊt]  ; en alsacien : Sürkrüt) est un mets composé de chou coupé finement et transformé par lacto-fermentation dans une saumure généralement accompagné de garniture.
C'est un plat qui se consomme traditionnellement avec des variantes locales : en Allemagne, Autriche, Belgique, Bosnie, Bulgarie, Estonie, France, Hongrie, Lettonie, Lituanie, au Luxembourg, en Pologne, en Biélorussie, aux Pays-Bas, Tchéquie, Roumanie, Russie, Serbie, Slovaquie, Suisse, dans le sud du Brésil, au Chili, aux États-Unis, en république populaire de Chine (et aussi, plus généralement, mais non de manière exclusive, par des populations issues des vagues d'immigration allemandes et germaniques, ainsi, par exemple, en Namibie,).
Au Chili, la choucroute fait partie du traditionnel completo chileno. En Chine, elle est consommée dans la province du Heilongjiang (Mandchourie). En France, elle est emblématique de la cuisine alsacienne. En Italie, dans la région du Trentin-Haut-Adige ou Trentin-Tyrol du Sud, elle bénéficie depuis 1999 de l'appellation Produits agroalimentaires traditionnels (PAT), appellation italienne qui n'est pas reconnue au niveau européen.

## Étymologie
L'origine du mot « choucroute » est à rapprocher de Sauerkraut en allemand ou Sürkrüt en alsacien : kraut, qui signifie littéralement « herbe » mais aussi localement « chou », et sauer, qui signifie « aigre »,. Cette origine germanique a donné en français « sorcrote », attesté en 1739, puis « choucroute », attesté en 1768.
La forme originelle germanique a été adaptée en français, par altération respective des deux termes : sauer (« aigre ») altéré en « chou- » et kraut (« herbe », « chou ») altéré en « -croute » , les deux mots français « chou » et « croûte » n'ayant donc aucun rapport étymologique avec le mot « choucroute », ce qui explique également que « choucroute » ne porte pas d'accent circonflexe sur « -croute ».

## Histoire

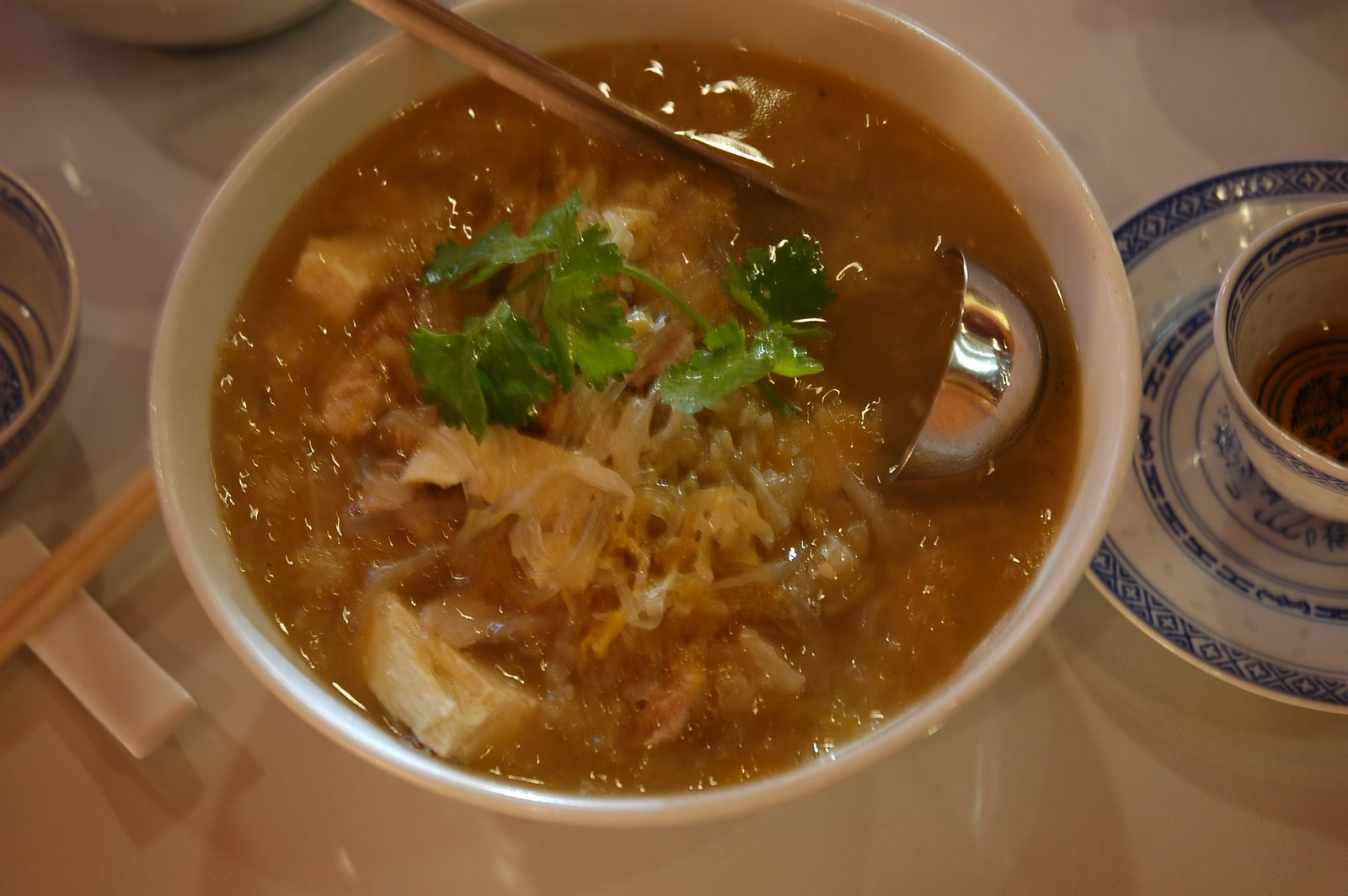
Soupe de choucroute au porc et vermicelle de soja, du nord-est de la Chine.

Le chou aigre aurait été créé par les Grecs anciens. Caton l'Ancien ou encore Dioscoride dans son De materia medica, préconisent d'utiliser une espèce de choucroute pour soigner certains maux.
Une autre théorie suggère que le chou saumuré proviendrait de Chine, où, selon la légende, il aurait été inventé au IIIe siècle av. J.-C. par les bâtisseurs de la Grande Muraille pour résister au froid,. Il aurait été apporté en Europe, et notamment en Roumanie, soit par Attila et ses Huns qui auraient découvert cette méthode de conservation, lorsqu'ils se sont heurtés à la Grande Muraille, dont les ouvriers et les garnisons étaient nourris, dans ces contrées isolées et arides d'une espèce de chou fermentée, soit rapporté par des grands voyageurs comme Marco Polo.
En soulevant la théorie chinoise, il est intéressant de savoir que Da Qin ou l'Empire romain et la Chine entretenaient des liens d'abord indirects, au IIe siècle av. J.-C. Puis directs avec des échanges d'ambassade notamment en 130 av. J.-C. ou en 166 de notre ère. Il faut noter que la choucroute des chinois était fermenté dans du vin. Les premières vignes auraient été introduites en 128 av. J.-C. par le général Zhang Qian en guise de cadeau pour l'Empereur Han Wudi. Ces vignes sont d'origine indéterminée, mais on pourrait penser, qu'il s'agirait éventuellement d'un cadeau des Romains, grands amateurs de vin.

Conquêtes des Huns en Gaule en 451.

Selon une hypothèse, les Huns auraient, après avoir échoué à conquérir la Chine, porté ensuite leurs conquêtes vers l'ouest, passant par l'Autriche et la Bavière  avant d'atteindre l'Alsace en 451, date à laquelle cette préparation du chou serait apparue dans ces régions qui utilisaient aussi la lacto-fermentation pour la conservation d'autres légumes, notamment du navet (navet salé). D'autres auteurs évoquent le rôle possible des Tatars ou des Mongols, tout en notant que des auteurs de l'Antiquité gréco-romaine — Columelle et Caton l'Ancien — connaissaient également déjà des recettes de conservation du chou.
La choucroute reste le principal plat de la province du Heilongjiang dans l’extrême nord-est de la Chine. Le baechu gimchi, un plat de chou fermenté pimenté, de la Corée voisine, et ses variantes composées de différents légumes, appelés plus généralement kimchi, sont aussi très connus.
Le chou jouait un rôle important dans l'alimentation des hommes pré-1492, ou d'avant l'introduction des végétaux comestibles d'origine américaine. Louis Stouff dans son ouvrage intitulé Ravitaillement et alimentation en Provence aux XIVe et XVe siècles, édité en 1970, écrit que « […] l'importance extrême du chou mérite d'être soulignée : pendant des mois, il est un élément fondamental de la nourriture ; on en mange plusieurs fois par semaine. Le poireau et les épinards sont aussi fréquemment consommés ; ils apportent un peu de variété pendant les longues semaines consacrées au chou ».
Le mot Sauerkraut apparaît au XVe siècle en Bavière en même temps que le mode de macération dans la saumure.
En France, les premières références à la cuisson du chou ainsi préparé datent du XVe siècle, des textes du XVIe siècle en attestent la présence à la table des monastères. Au XVIIe siècle, on le trouve sous l'amusant nom de Kompostkrut (chou compost), et au siècle suivant, il se généralise en Alsace, dans une partie de la Lorraine et dans le Bade-Wurtemberg voisin. Il est introduit à la cour de Louis XIV, avec très peu de succès, par la princesse Palatine. Au XVIIIe siècle, l'Amirauté britannique recommande d'embarquer de la choucroute pour les voyages au long cours afin de lutter contre le scorbut. La seconde expédition de James Cook, pendant laquelle les marins ont eu une ration quotidienne de choucroute, ne vit ainsi aucune mort du scorbut dans l'équipage.
En France, ce n'est qu'à partir du XIXe siècle que la choucroute désigne le plat de chou cuit avec son accompagnement. Jusque-là, en Alsace, le chou fermenté n'est pas accompagné de viandes mais de poissons d'eau douce, sous l'influence des bateliers du Rhin qui agrémentent la choucroute des poissons qu'ils pêchent. L'expansion de la choucroute d'Alsace dans le reste de la France se manifeste à partir de 1871, avec l'annexion de l'Alsace par les Allemands, durant la guerre franco-allemande de 1870. Cet événement pousse des milliers d'Alsaciens à quitter l'Alsace, en emportant avec eux leurs habitudes alimentaires et leurs spécialités, chou fermenté, mais aussi charcuteries et viandes diverses. Parmi eux, des brasseurs ouvrent à Paris des établissements où ils servent la choucroute, accompagnée de saucisses et de bière blonde.
Le chou fermenté est généralement cuit dans du vin blanc mais peut aussi l'être dans le cidre, la bière ou le champagne. D'autres variantes, plus récentes, remplacent la viande et la charcuterie par un assortiment de poissons, nommée « choucroute de la mer », ou des saucisses de soja, pour faire une « choucroute végétarienne ».

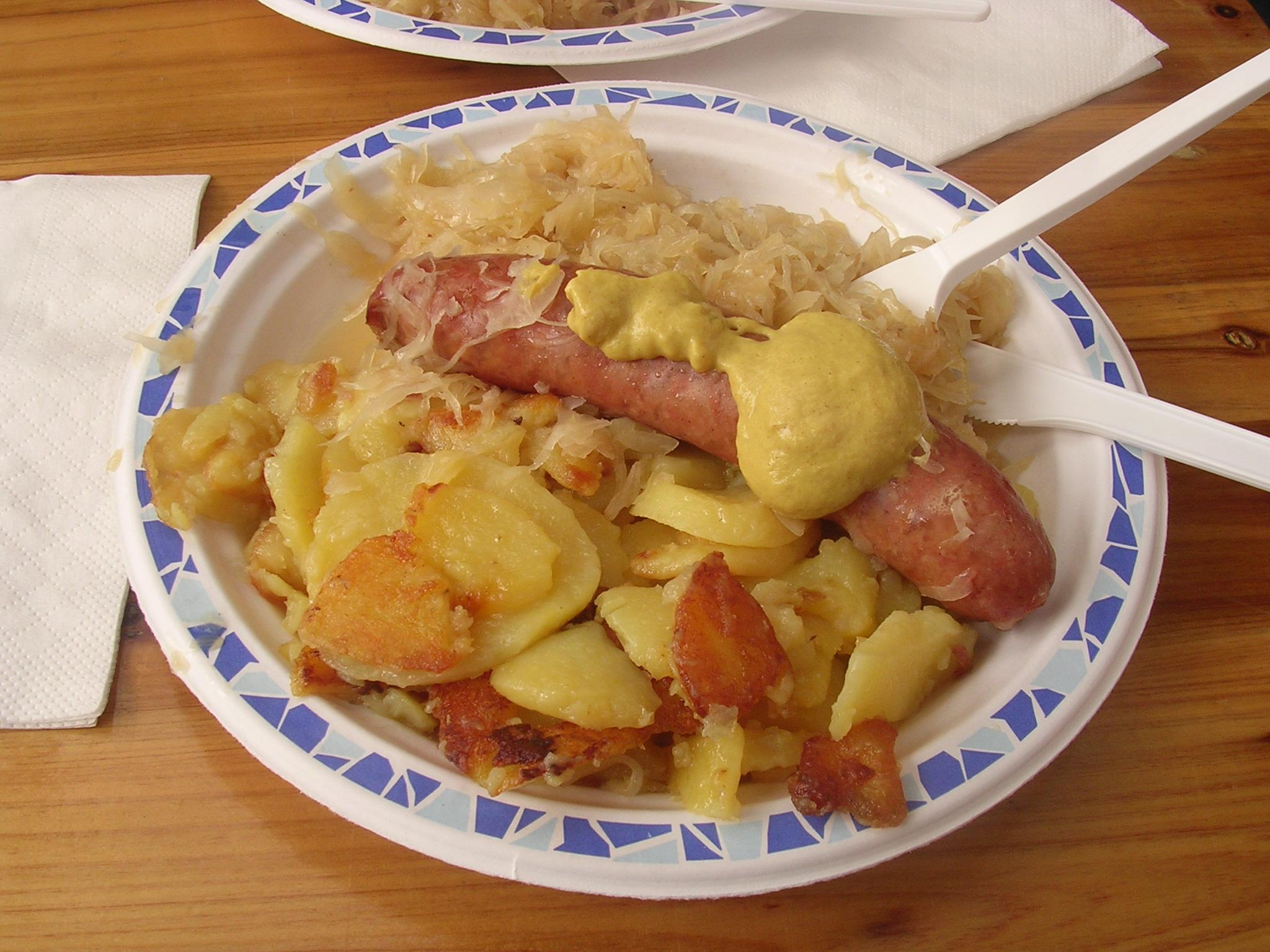
Sauerkraut, choucroute allemande.
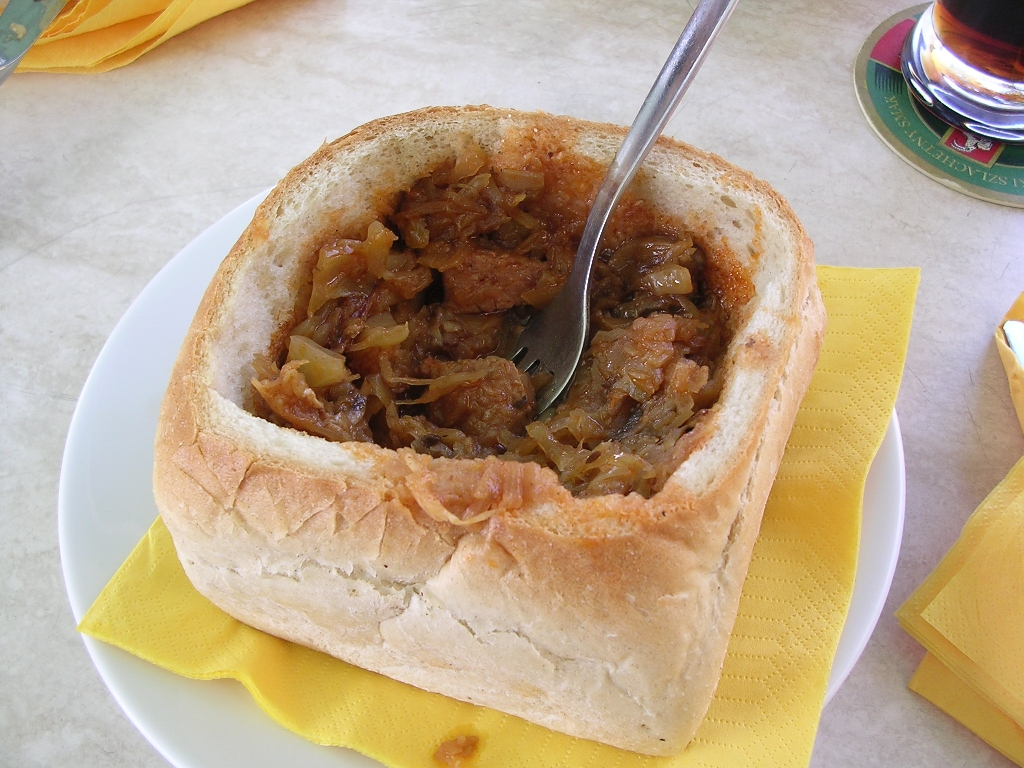
Bigos traditionnel polonais.
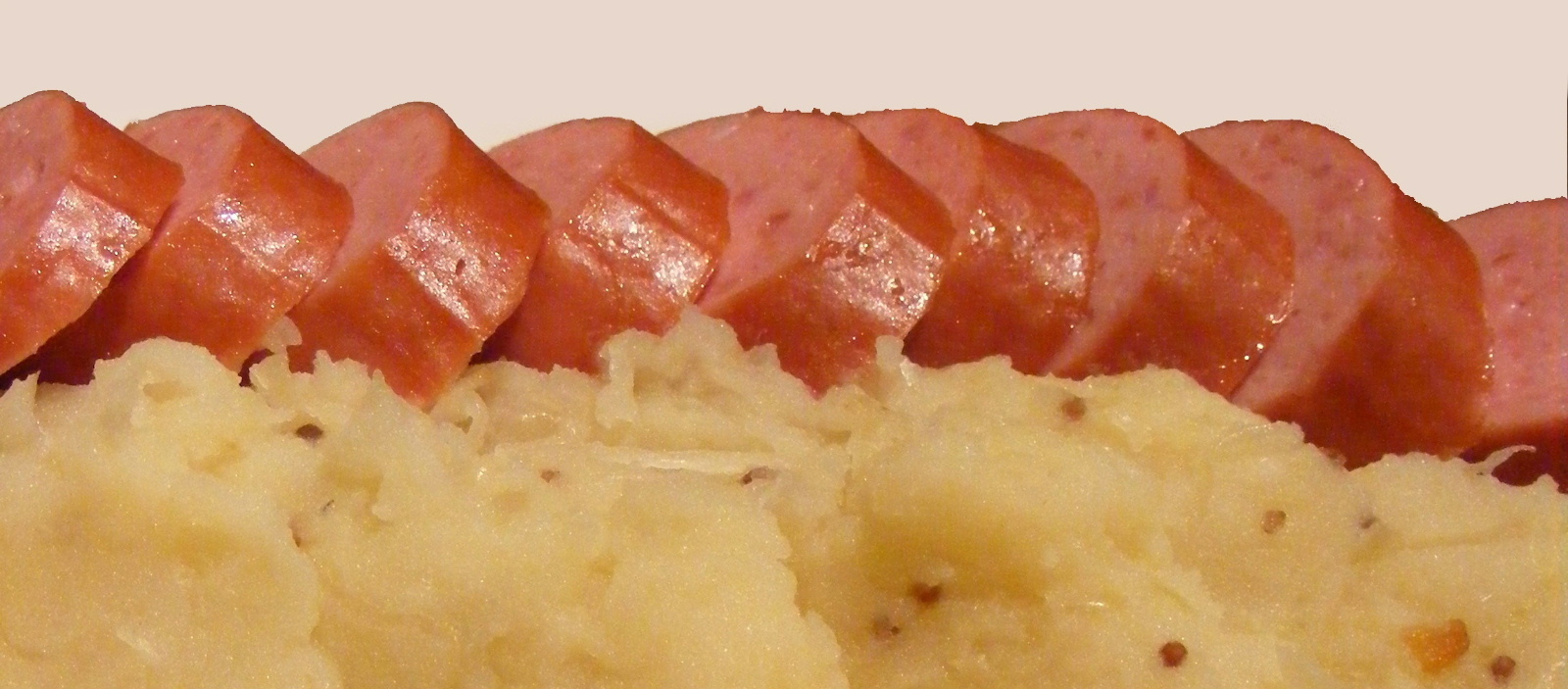
Zuurkool, choucroute néerlandaise.
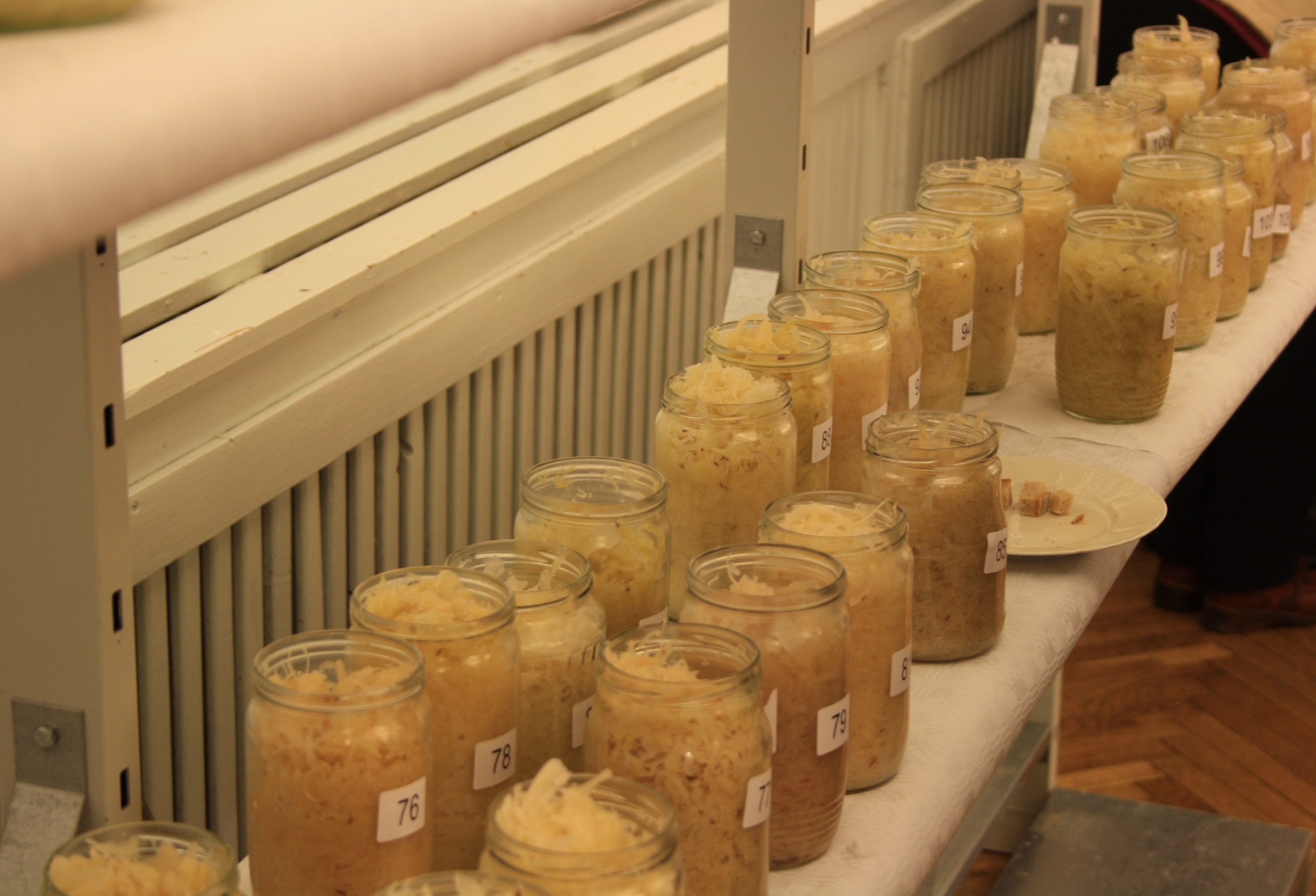
Festival de la choucroute de Pohořelice, Tchéquie.
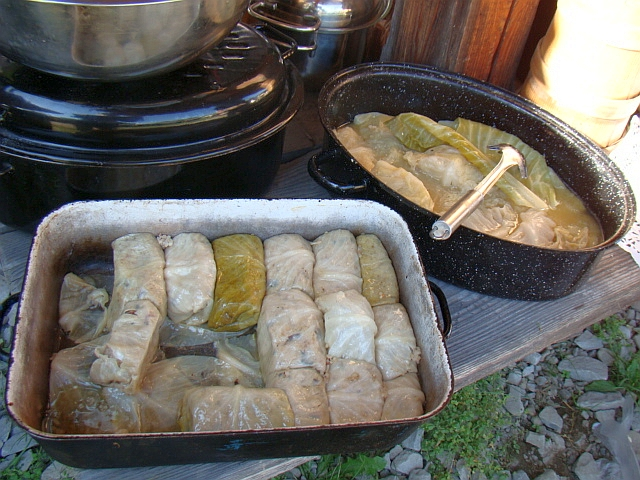
Sarmales des Carpates à Sanok.
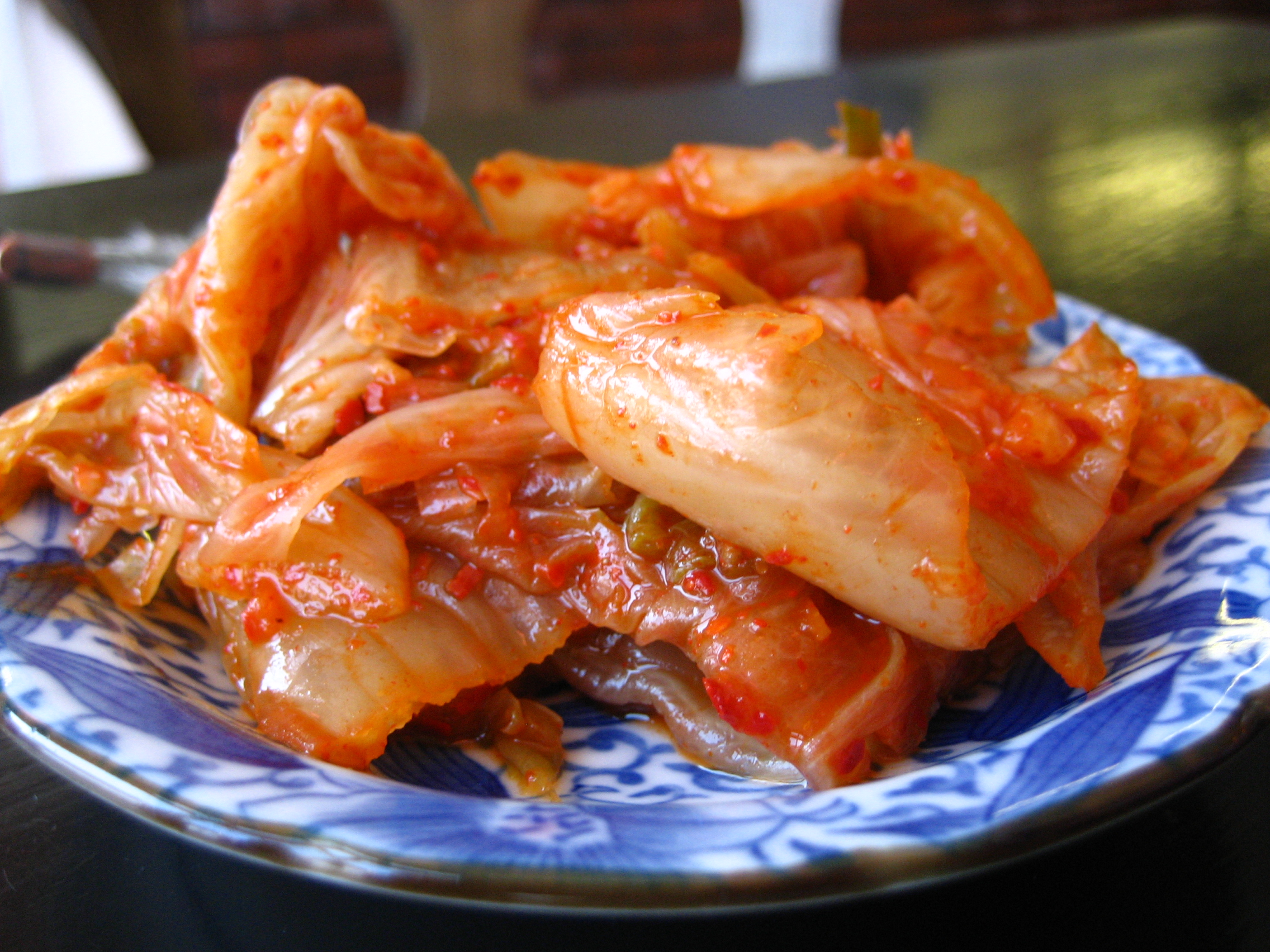
Baechu kimchi coréen.
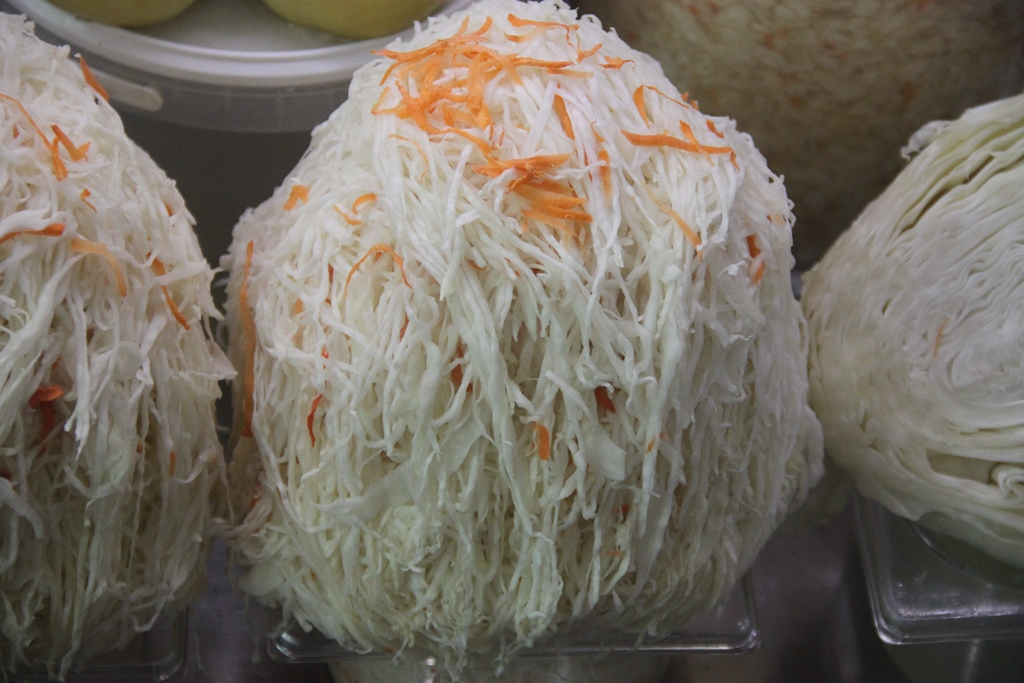
Choucroute fraiche au marché Danilovsky à Moscou.

## Fabrication du chou fermenté

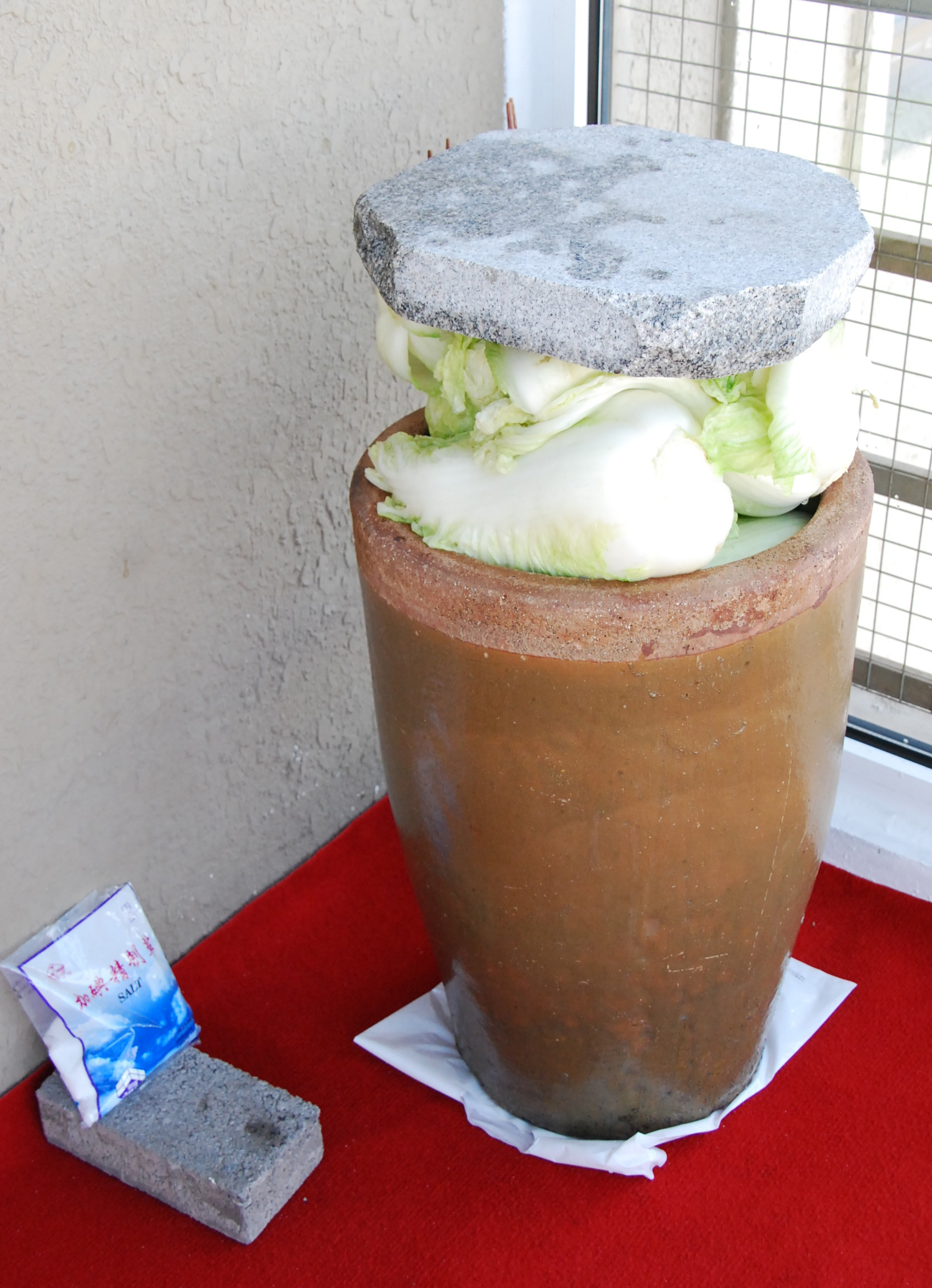
Fabrication traditionnelle de la choucroute en Chine.

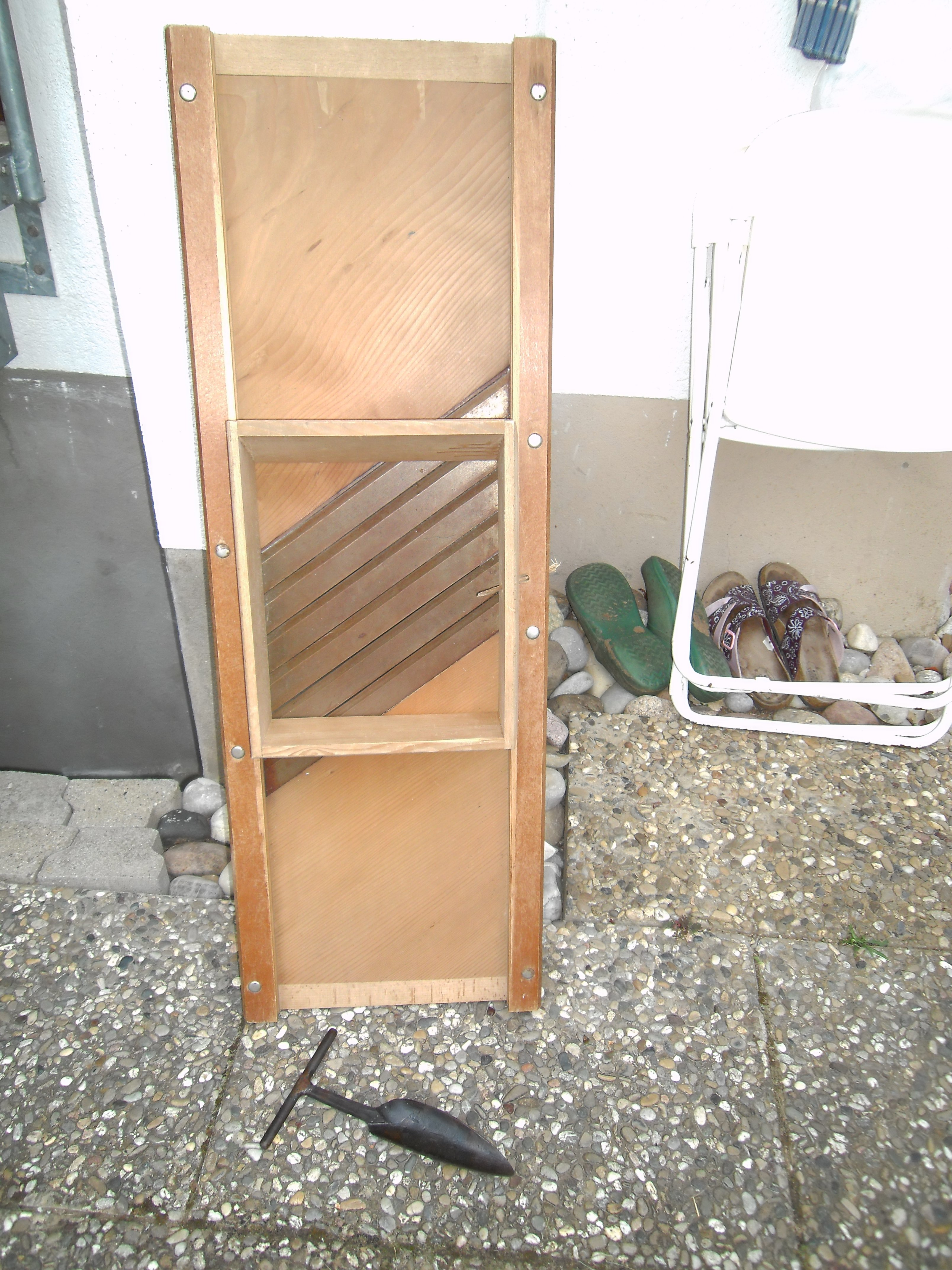
Coupe-chou allemand.

Une fois atteint leur pleine maturité (entre 4 et 10 kg), les choux sont récoltés généralement entre août et novembre. Les légumes sont « étrognés » (débarrassés de leur trognon), effeuillés (toutes les feuilles vertes sont enlevées) puis les feuilles blanches restantes sont laissées entières (en Roumanie) ou coupées en fine julienne (3mm de largeur en général) avec un coupe-chou, rabot à lame multiple destiné à cet usage.
Le chou est ensuite disposé par couches de vingt centimètres d'épaisseur séparées par des couches de sel, environ 2,5 % à 3 % du poids des légumes, dans un haut tonneau de bois ou de grès. Le sel mélangé élimine une partie du liquide du chou blanc avant la fermentation. Une planche de bois ajustée permet de fermer le récipient de manière à isoler le chou de l'air, une pierre permet de lester le couvercle et comprimer le tout.
La saumure doit recouvrir le chou blanc pendant la période de fermentation pour garantir un environnement anaérobie, car sinon, en plus des bactéries lactiques souhaitées, des levures et des moisissures, parmi d'autres, peuvent également se multiplier. C'est pourquoi le chou peut être alourdi par des poids pendant la fermentation. Si la fermentation a progressé à un point tel que le pH est suffisamment bas, les bactéries nocives (putréfaction) et les champignons sont inhibés ou tués. Le produit mariné ne doit jamais dépasser de la saumure, sinon il pourrait moisir et prendre un mauvais goût. Il faut donc le vérifier et ajuster le niveau de saumure si nécessaire.
Les bactéries nécessaires à la fermentation sont naturellement présentes dans le chou. Au début, Leuconostoc mesenteroides commence son œuvre, puis est tué par ses propres sécrétions d'acide lactique lorsque la concentration de ce dernier atteint 0,25 % à 0,3 %. Lactobacillus plantarum et Lactobacillus cucumeris, pour l'essentiel, prennent le relais et amèneront la teneur totale en acide lactique à environ 2,5 %.
La durée totale du processus de fermentation est d'environ six à huit semaines, selon la quantité de sel utilisée.

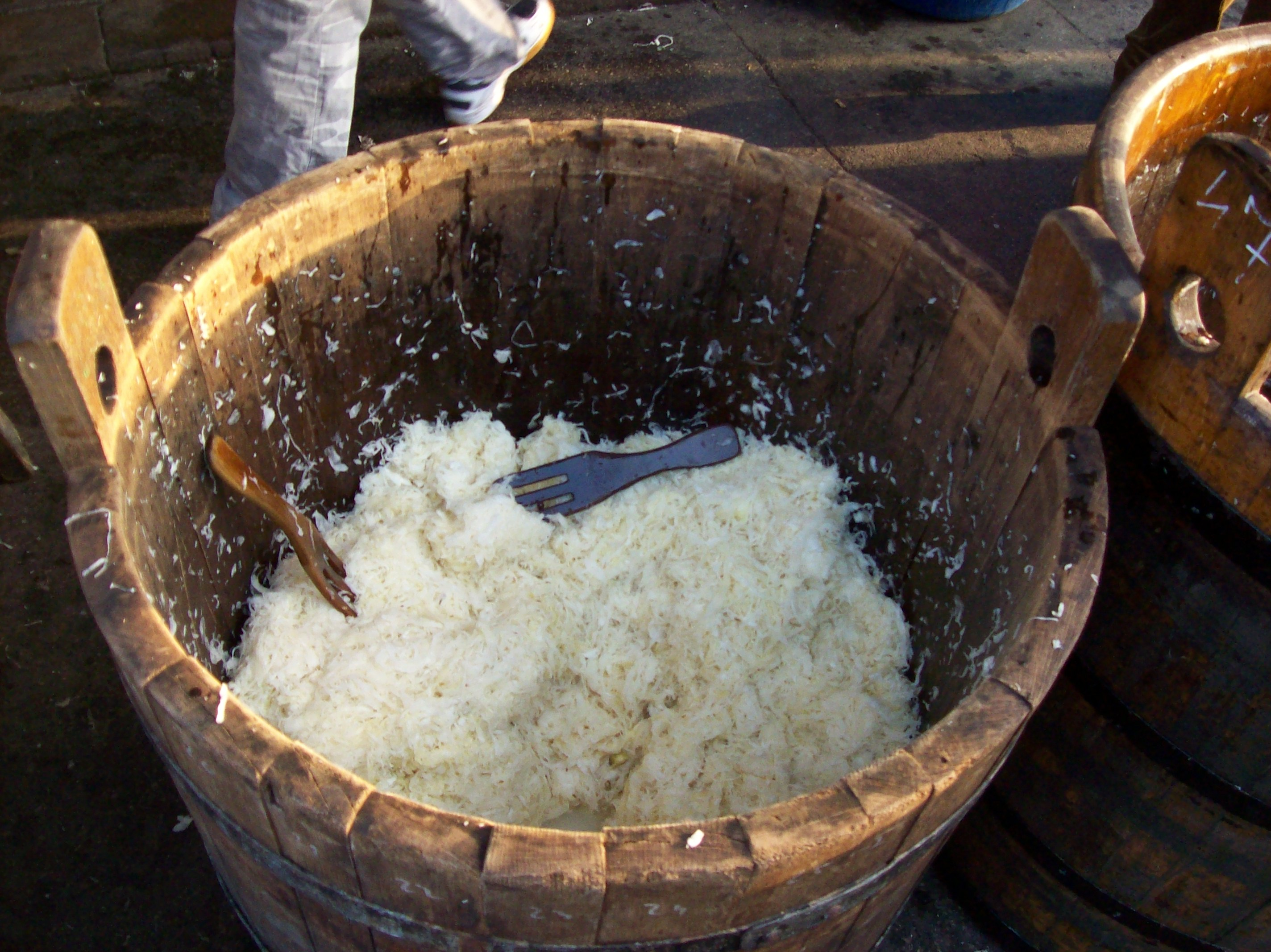
Vente de choucroute fraiche à Vienne.

Industriellement, la fermentation se fait plutôt dans des cuves en ciment ou en plastique, et un brassage journalier avec un ajout de vinaigre au vin blanc permet d'accélérer le processus, qui ne met alors qu'environ deux semaines.
À l'origine, on utilisait pour la préparation des tonneaux en bois (comme pour la viande salée ou les haricots salés), puis plus tard des pots à choucroute en terre cuite. Pour permettre à l'air d'être isolé et aux gaz de s'échapper en même temps, le pot à choucroute est doté d'un canal circonférentiel. Un couvercle attaché est immergé dans l'eau salée de la gouttière et empêche l'air d'entrer.
La choucroute est produite industriellement depuis la fin du XIXe siècle, d'abord en fûts de bois, puis aujourd'hui dans des silos de fermentation hermétiques. La plus ancienne usine de choucroute allemande était l'usine de choucroute Leuchtenberg à Neuss. La choucroute y était traditionnellement fabriquée de 1861 à 2017. La choucroute produite industriellement d'aujourd'hui contient souvent de la vitamine C supplémentaire comme antioxydant. Cela augmente la durée de conservation. Compte tenu des conditions hygiéniques actuelles de production et de stockage, il peut être nécessaire d'ajouter séparément des bactéries lactiques afin d'éviter une fermentation incorrecte.
Le processus de fermentation dans la production industrielle est divisé en trois phases :
- phase 1 (les trois premiers jours) : des levures et des bactéries acétiques se développent (elles sont déjà présentes dans le substrat), qui consomment l'oxygène restant et produisent de l'éthanol, des acides et des esters ;
- phase 2 (encore trois jours) : des bactéries lactiques hétérofermentaires (par exemple des espèces de Leuconostoc telles que Leuconostoc mesenteroides) sont ajoutées. Ils forment de l'acide lactique, de l'acide acétique, du mannitol et du dioxyde de carbone. La valeur du pH baisse. L'éthanol présent dans le substrat estérifie avec les acides et devient un composant aromatique important de la choucroute. Plus la valeur du pH est basse, plus les organismes étrangers indésirables tels que les Clostridies sont inhibés dans leur croissance. Les bactéries lactiques produisent de l'acide lactique jusqu'à ce que sa concentration atteigne 2 %. La croissance des bactéries est alors également inhibée ;
- phase 3 (à partir d'une acidité de 1-2 %, 3-6 semaines) : des bactéries lactiques homofermentaires sont ajoutées, qui sont encore plus tolérantes à l'acide. La fermentation se poursuit grâce à Lactobacillus plantarum puis à partir de 2 %, par Lactobacillus brevis, Lb. curvatus, Lb. sakei etc[20]. Les bactéries gram-positives disparaissent rapidement pour laisser la place aux microcoques, streptocoques et pédiocoques, puis viennent les lactobacilles (Lactobacillus sakei (it)). La durée de fermentation est de 3 à 4 semaines à température ambiante et de 5 à 6 semaines à température de cave.

## Production

### Production en France

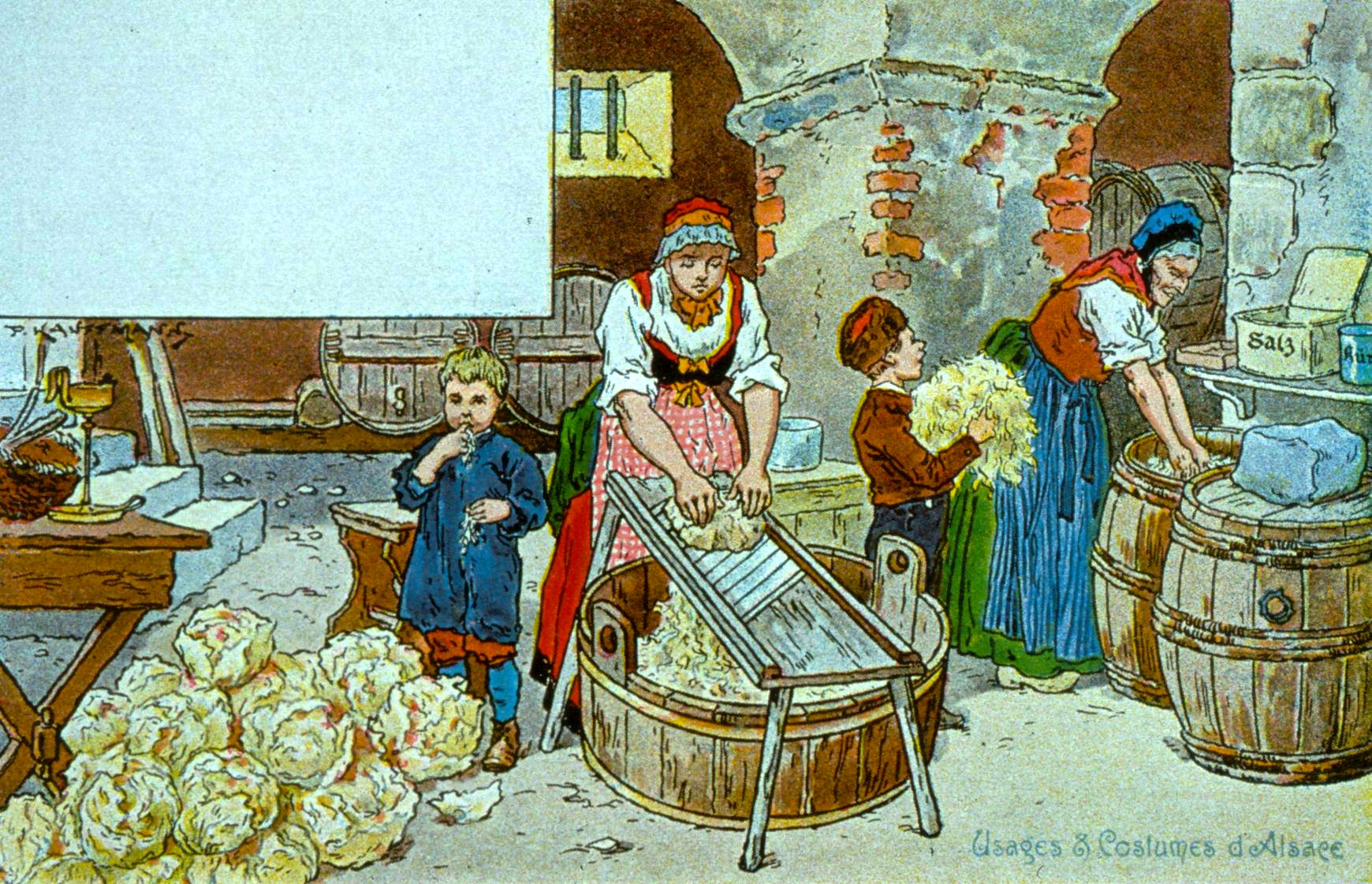
Fabrication de la choucroute, illustration de Paul Adolphe Kauffmann (1902).

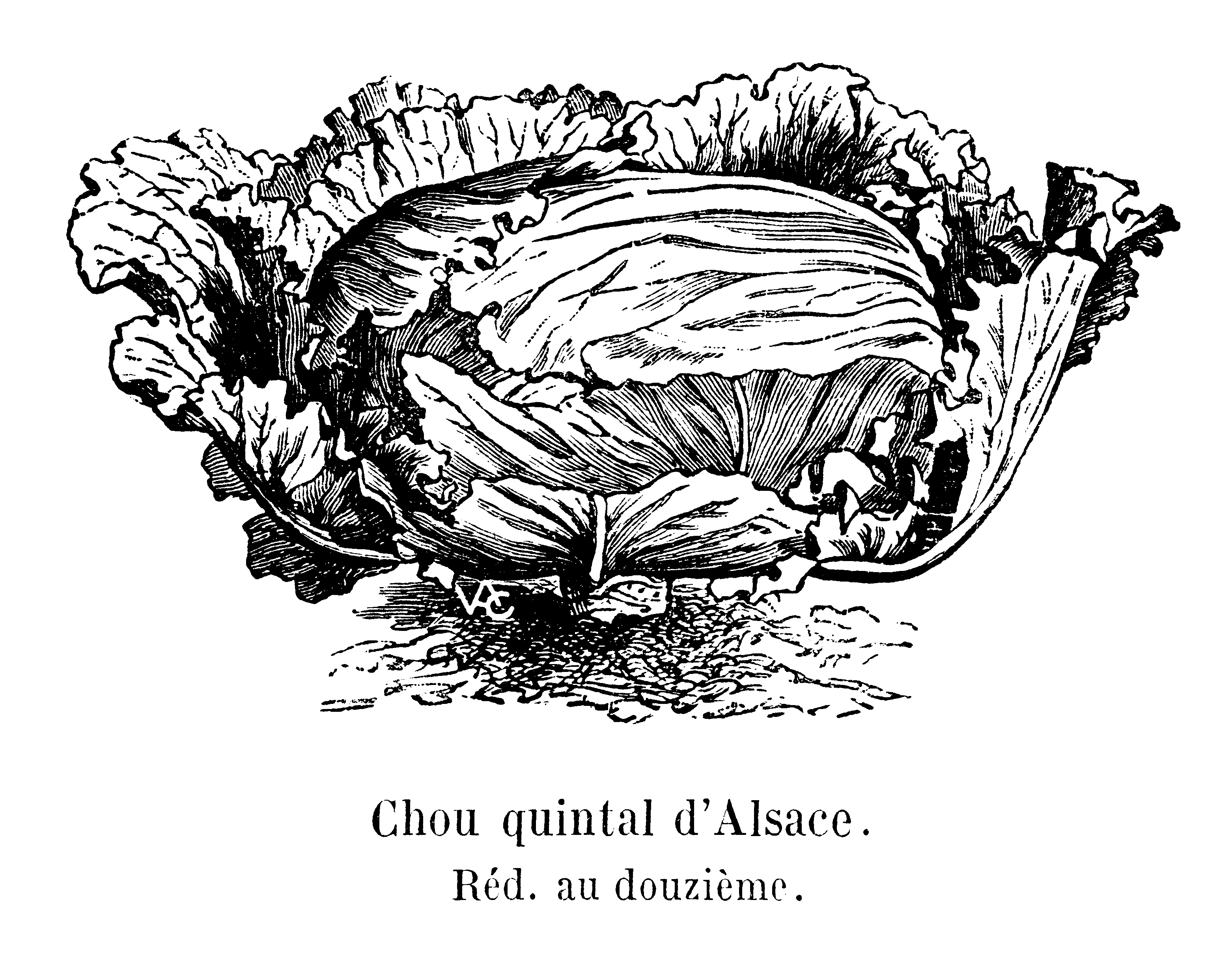
Chou quintal d'Alsace Vilmorin-Andrieux 1904

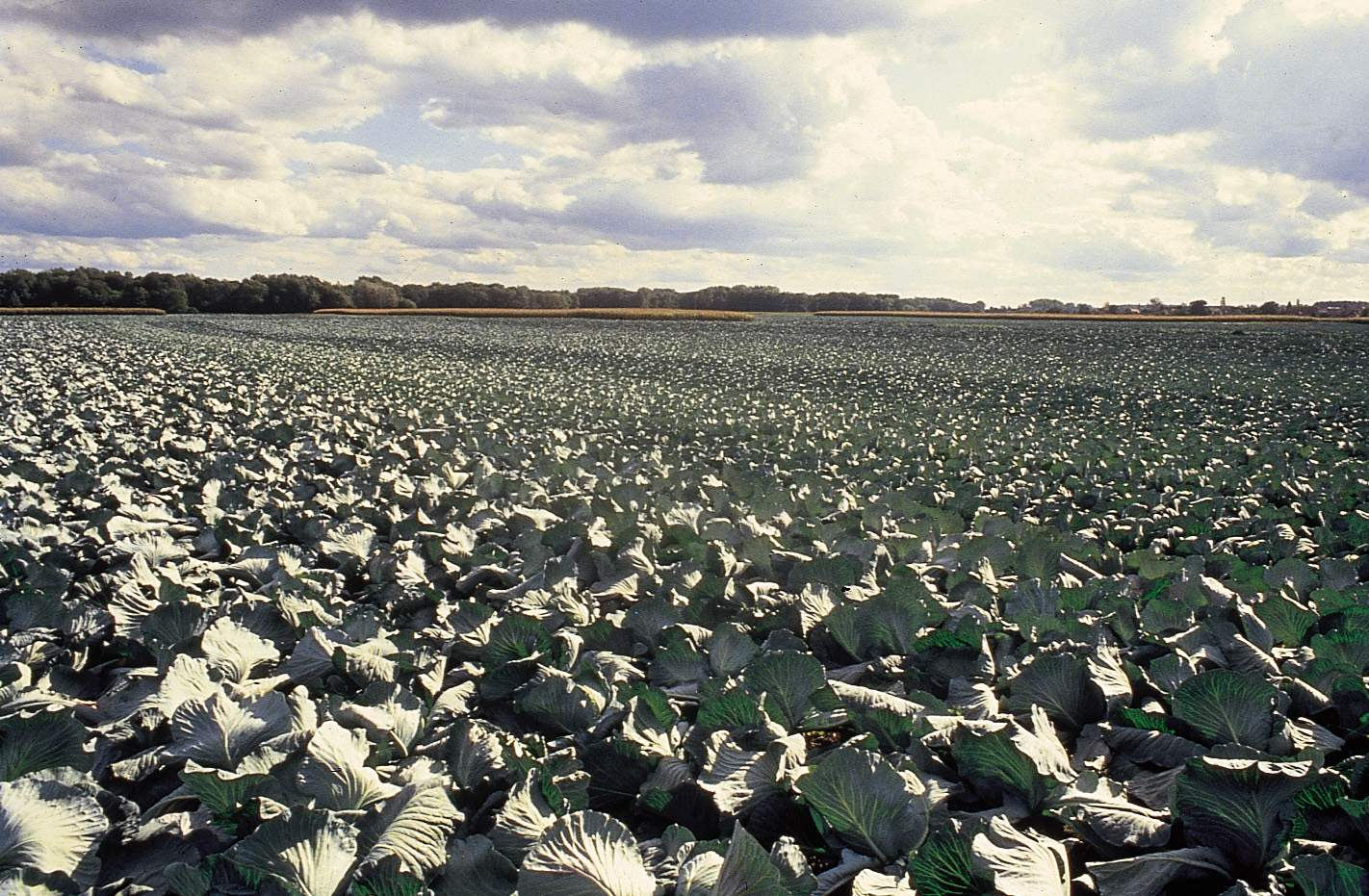
Champs de choux à choucroute d'Alsace.

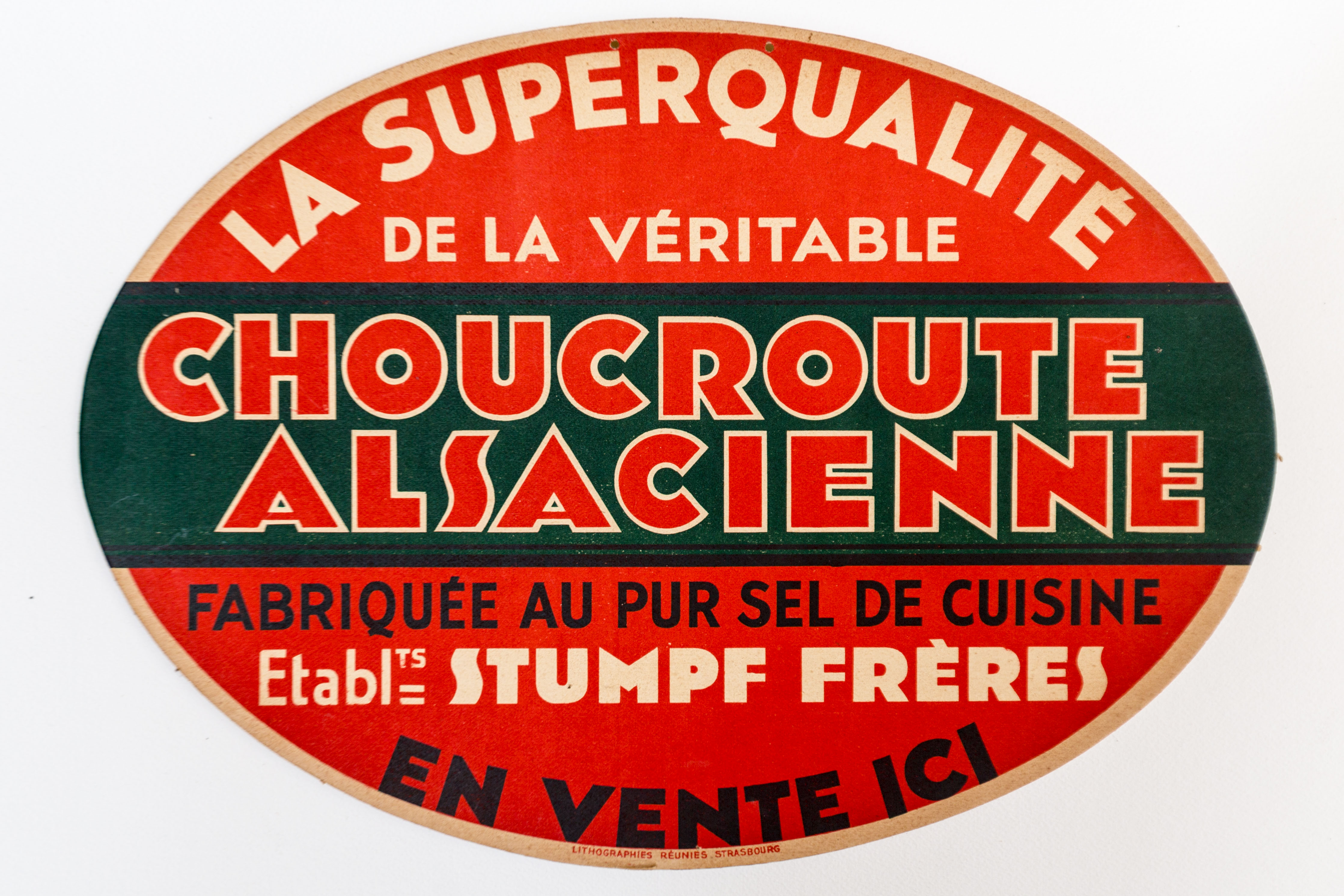
Carton publicitaire pour la choucroute alsacienne Stumpf Frères vers 1930.

La choucroute d'Alsace : le terme « choucroute » est une adaptation populaire et phonétique du mot alsacien Sürkrüt (Sür = « aigre » et Krüt = « chou »).
La choucroute d'Alsace est un légume transformé, obtenu par fermentation lactique de feuilles de chou préalablement découpées en lanières et mises en cuves de fermentation en y ajoutant le sel nécessaire à la conservation du produit.
Le chou communément employé pour la choucroute était autrefois le chou cabus (ou gros chou Quintal d'Alsace), parfois appelé Quintal de Strasbourg. Cette variété d'automne à la grosse pomme arrondie et légèrement aplatie, rustique et productive, qui peut dépasser sept kilogrammes, n'est plus qu'une curiosité. Des espèces plus précoces, comme Almanach et Pontiac, répondent mieux aux nécessités de la récolte d'août, assez marginale, mais qui permet la commercialisation d'une choucroute, dite nouvelle, dès septembre. Plusieurs hybrides ont été adoptés pour la coupe industrielle qui s'effectue de septembre aux gelées. La variété Fil d'or, qui ressemble au Quintal, semble lui survivre.
Le chou est une plante de la famille des Brassicacées. Les choux à choucroute relèvent tous du chou cabus, c'est-à-dire de choux pommés à tête ronde et à feuilles lisses.
Semé de bourgs maintenant rurbains, du fait de leur proximité de Strasbourg, le « pays des choux » s'étend sur le triangle Krautergersheim–Meistratzheim–Innenheim, et le déborde quelque peu vers le bassin de l'Ehn. Il s'étend sur environ 650 hectares.
Krautergersheim, dont les habitants furent surnommés Krüterkopf, « têtes de chou », se revendique capitale de la choucroute. Krüt signifie « chou » en dialecte alémanique.
Le Haut-Rhin compte encore quelques producteurs de choucroute : les villages de Riedwihr, Holtzwihr et Wickerschwihr en constituent notamment les derniers bastions.
Le nombre des cultivateurs s'est réduit, à mesure que se développait la mécanisation. La grande majorité des choucroutiers possèdent des champs et achètent le complément nécessaire. Leurs exploitations sont familiales, avec un recours aux saisonniers pour les plus importantes, et pratiquent la polyculture : le chou à choucroute ne revient que tous les trois ans ou plus sur un même emplacement.
L'Alsace produit à elle seule entre 25 000 et 28 000 tonnes de  choucroute par an, soit environ 70 % de la production nationale (statistiques 2012).
Dans le Bas-Rhin, la culture du chou est localisée autour de la ville de Krautergersheim, : c'est dans cette localité, capitale de la choucroute, que sont produits 25 % de la production nationale ; même le jus de choucroute y est récupéré, afin d'en faire du biogaz,.
Le Haut-Rhin compte encore quelques producteurs de choucroute : on les retrouve notamment autour de la région de Colmar, à Wickerschwihr et Holtzwihr.
L’arrêté du 8 octobre 2012 paru au Journal officiel de la République française du 18 octobre 2012 a reconnu l’homologation du cahier des charges de l’Indication géographique protégée (IGP) « Choucroute d’Alsace » et a marqué l’entrée en application d’une Protection nationale transitoire (PNT). Aujourd’hui, la demande d’IGP est toujours en cours d’instruction européenne.
L'Aube, avec 20 % de la production nationale, est en 2009 le deuxième département producteur de chou à choucroute. Une fête de la choucroute y a lieu tous les ans à Brienne-le-Château,. Viennent ensuite la Sarthe et le Nord-Pas-de-Calais.

## Effets sur la santé
La choucroute, facile à conserver et riche en vitamine C et K, est un repère dans l'évolution alimentaire, tant elle améliora la nutrition et la santé des populations l'hiver. Le processus de fermentation augmente la biodisponibilité des nutriments, rendant la choucroute encore plus nutritive que le chou original. Elle est également pauvre en énergie alimentaire et riche en calcium et magnésium, et c'est une très bonne source de fibres, folate, fer, potassium, cuivre et manganèse. Elle contribua, de façon non négligeable, au développement économique en aidant à lutter contre le scorbut, dont les marins étaient souvent victimes durant les longs voyages maritimes par carence en vitamine C. Convaincu par une recommandation de la Royale publiée en 1747, James Cook a introduit des aliments comme le chou fermenté ou le citron dans l'alimentation de son équipage. On sait alors que le scorbut est causé par une alimentation pauvre, mais le lien avec les carences en vitamine C n'a pas encore été établi. Pour avoir réussi à préserver la santé de son équipage, Cook recevra la médaille Copley en 1776. Cook emporta également des plantes et des graines sur ses navires et planta des jardins sur plusieurs îles. Parmi les plantes cultivées figuraient des choux bien sur, mais aussi du blé, des carottes, des pois, de la moutarde, des fraises, du persil, des pommes de terre, des oranges, des citrons, des pamplemousses, des citrons verts, des pastèques, des navets, des oignons, des haricots et des panais,. Ces cultures étaient destinées aux populations autochtones, mais aussi à nourrir les éventuels futurs visiteurs européens.
Si non pasteurisée et non cuite, la choucroute contient également des Lactobacillus vivants et des microbes bénéfiques et est riche en enzymes. Les fibres et les probiotiques améliorent la digestion et favorisent la croissance d'une flore intestinale saine, protégeant ainsi contre de nombreuses maladies du tube digestif,.
En accompagnement et en tenant compte de sa teneur en sel, la choucroute est particulièrement diététique et facilite le transit intestinal. Par contre, une consommation excessive de choucroute peut entraîner des ballonnements et des flatulences dus au trisaccharide raffinose, que l'intestin grêle humain ne peut pas décomposer. Cela n'affecte pas négativement la santé à long terme, même si cela peut être inconfortable.
De nombreux bienfaits pour la santé ont été revendiqués pour la choucroute, entre autres :
- pendant la Guerre de Sécession, le médecin confédéré John Jay Terrell (1829-1922)[38] a réussi à réduire le taux de mortalité due à la maladie parmi les prisonniers de guerre; il a attribué cela au fait de nourrir ses patients avec de la choucroute crue[39] ;
- la choucroute et son jus sont un remède populaire séculaire contre les aphtes. Le traitement consiste à se rincer la bouche avec du jus de choucroute pendant environ 30 secondes plusieurs fois par jour, ou à placer une boule de choucroute contre la zone touchée pendant environ une minute avant de mâcher et d'avaler la choucroute[40] ;
- en 2002, le Journal of Agriculture and Food Chemistry  a rapporté que des chercheurs finlandais ont découvert que les isothiocyanates produits lors de la fermentation de la choucroute inhibent la croissance des cellules cancéreuses dans des études en éprouvettes et sur des animaux[41].

## Consommation

### En Roumanie
En Roumanie, les sarmale sont fabriqués à partir des feuilles d'un certain type de chou aux feuilles très fines, entièrement fermentées, et sont devenus un plat national.
Il s'agit d'un plat essentiel, que l'on retrouve dans tous les foyers roumains, en hiver, notamment à Noël, au Nouvel An ou quelle que soit la saison, aussi bien à l'occasion de funérailles, de baptêmes, de fêtes de mariage ou d'autres événements importants.

### En Belgique
Dans la région liégeoise, il est de coutume de manger une choucroute en famille le jour de l'an. On place alors une pièce de monnaie sous l'assiette, dans sa main ou dans sa poche. Ce symbole est censé apporter prospérité tout du long de l'année.

### En France

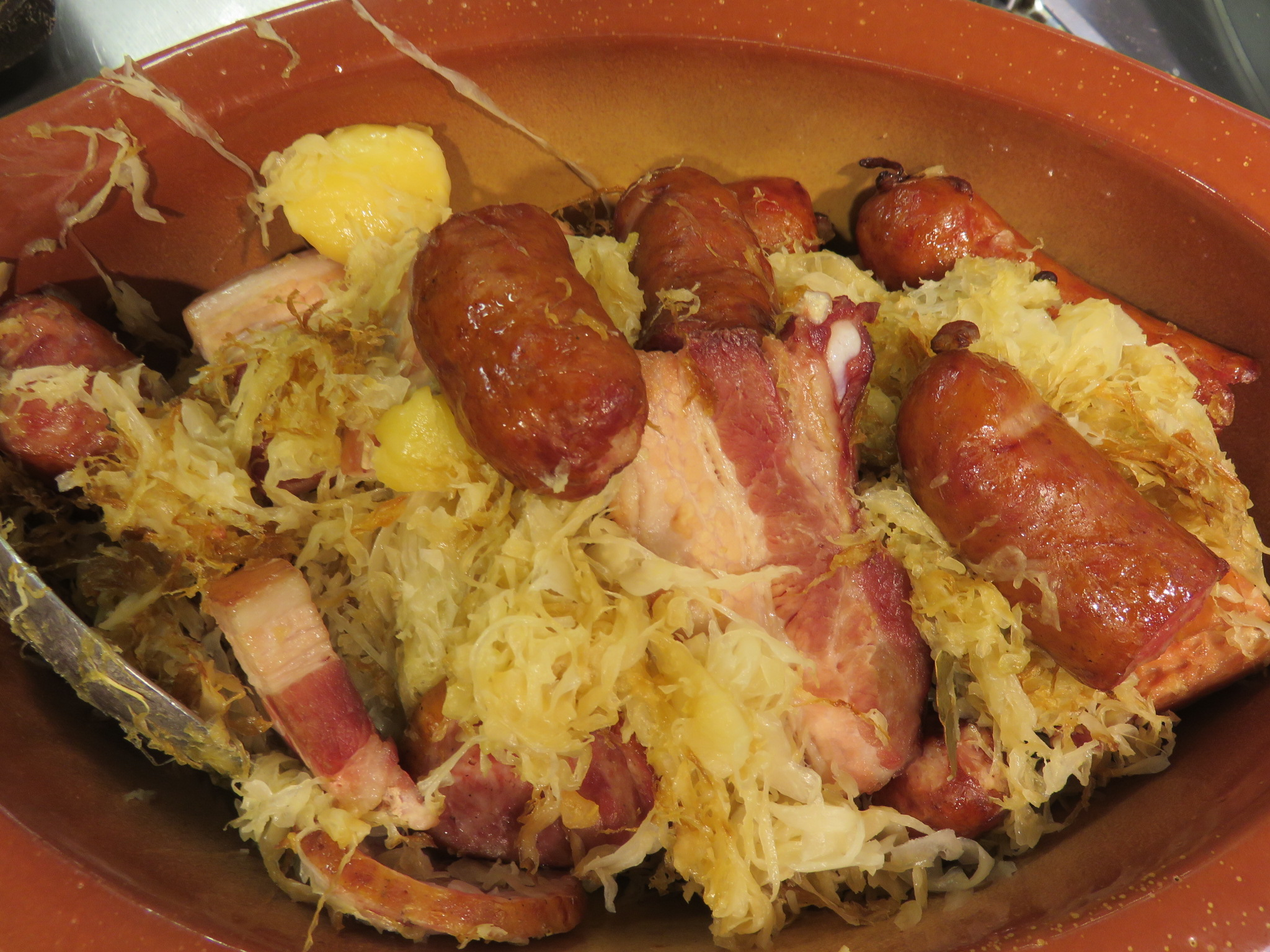
Choucroute alsacienne garnie.

La choucroute est l'ingrédient principal d'une spécialité alsacienne : la choucroute garnie, choucroute cuite à la graisse d'oie (ou au saindoux) et baies de genièvre, agrémentée principalement de saucisses (saucisses de Strasbourg, saucisses fumées de Morteau et de Montbéliard), de charcuterie (poitrine, palette fumée, kassler (porc fumé et mariné), etc.), et souvent des pommes de terre vapeur.
En 2007, la consommation annuelle moyenne de choucroute est estimée à 800 grammes par personne.

### En Allemagne

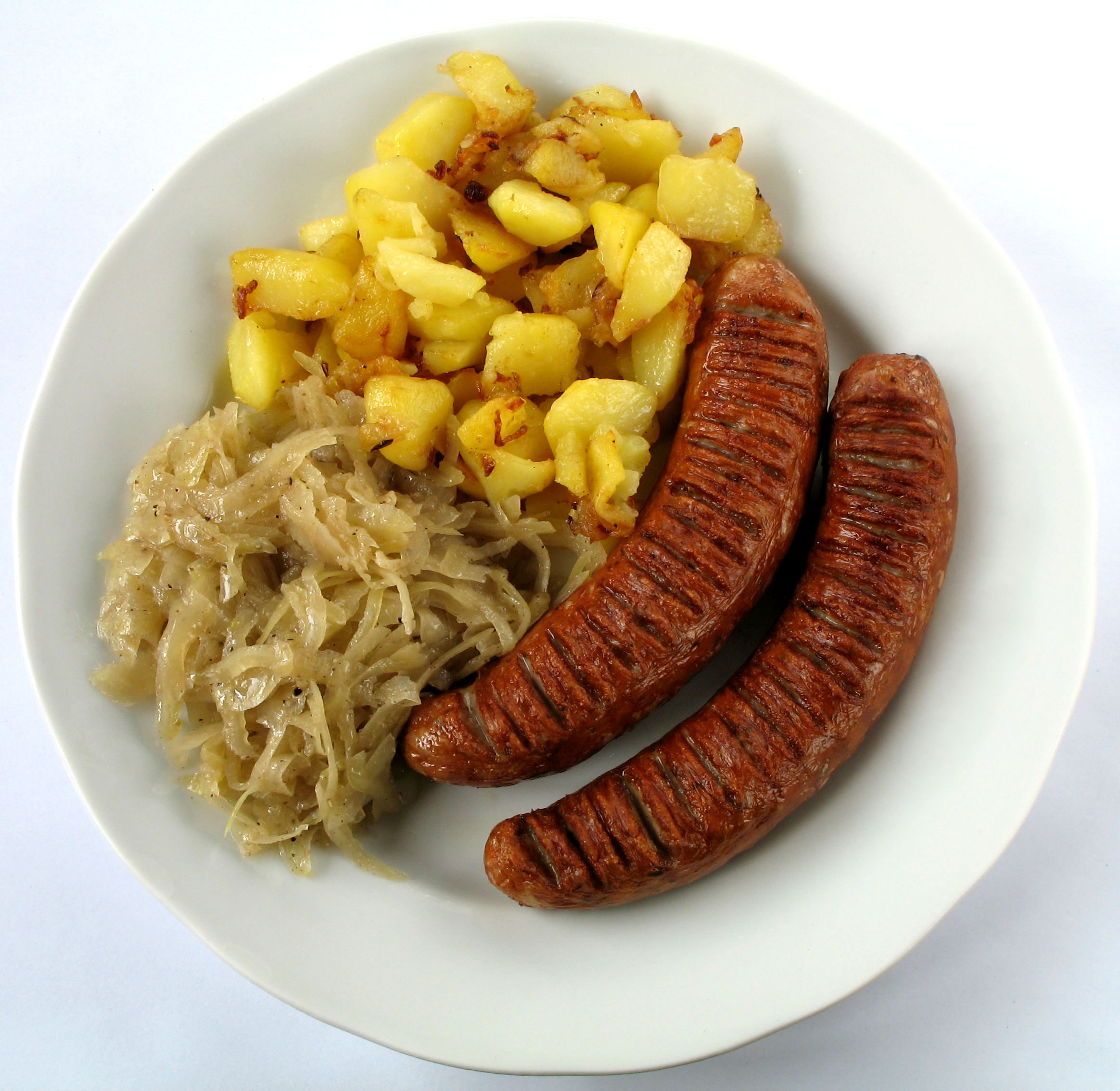
Plat de Bratwurst.

Le plat de Bratwurst (de) avec choucroute et pommes de terre sautées représente la cuisine allemande, surtout à l'étranger.
Les plats à base de choucroute présentent une grande variété régionale. Dans les pays germanophones, on peut citer les exemples suivants :
- les côtes de porc de Francfort sont une spécialité traditionnelle de la cuisine de Hesse, mais elles sont également consommées dans d'autres régions et y sont appelées « côtes levées » ou Ribpli. Ces côtelettes de porc salées sont cuites dans de la choucroute. Il s'agit de porc salé et salé à partir du brin[Quoi ?] de côtelette. Une distinction est faite avec les côtes de Kassel, dont la viande est salée et fumée en plus. Les côtes levées sont généralement servies chaudes avec de la choucroute et de la purée de pommes de terre ou du pain ;
- la choucroute est un élément important de la cuisine bavaroise, généralement assaisonnée de cumin et souvent légèrement épaissie de roux ;
- la choucroute fait également partie de la cuisine souabe. La région de Filder, au sud de Stuttgart, est l'une des zones de culture de chou pointu (Filderkraut) les plus connues. Le destival Filderkraut est célébré chaque année à Leinfelden-Echterdingen. L'ajout de bacon à la choucroute est typique de la cuisine souabe. Un plat typique sont les Schupfnudel avec de la choucroute ;
- dans les cuisines berlinoise et brandebourgeoise, la choucroute est souvent servie en accompagnement ;
- en Franconie, la choucroute est cuite plusieurs fois et on y ajoute de la viande. Celle-ci donne un goût prononcé ;
- la choucroute de Saxe est similaire à celle de Franconie, mais elle est souvent assaisonnée avec davantage de cumin ;
- dans les régions germanophones du sud, elle est servie avec un plateau de viande bouillie et de saucisses de sang (Blutwurst) et de foie (Leberwurst) bouillies ;
- à Heilbronn, dans le Wurtemberg-Franconie, on prépare une cocotte pour laquelle la choucroute est recouverte en alternance de grosses saucisses de foie et de purée de pommes de terre dans une cocotte, puis cuite au four. Le plat est servi avec du pain et/ou des Schupfnudel.

### En Autriche

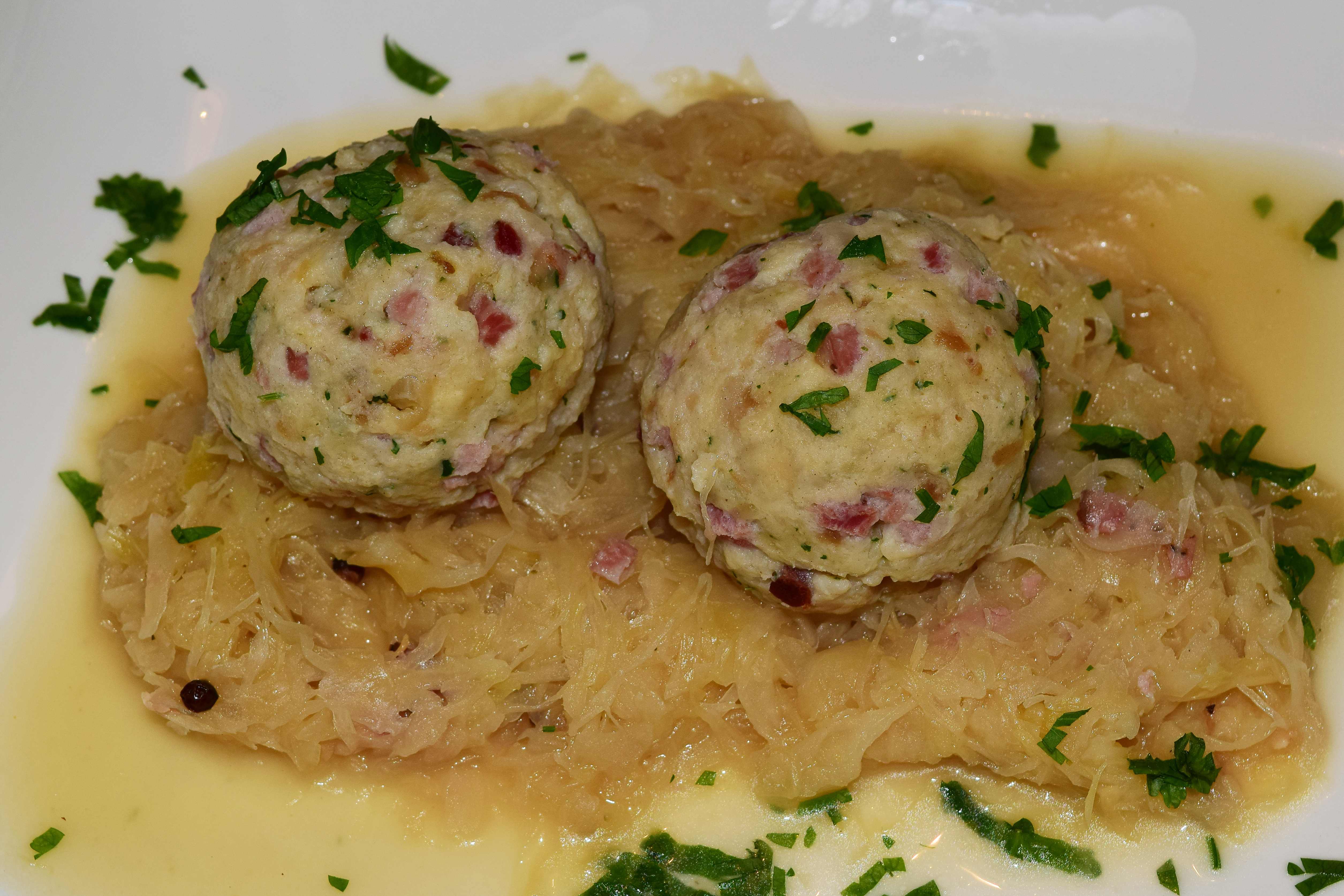
Quenelles tyroliennes à la choucroute à Imst.

La choucroute fait partie du festin fermier avec de la viande frite et salée (ou du rôti de porc et de la viande fumée), des saucisses de Francfort et des raviolis. C'est également un plat traditionnel avec du rôti de porc et des boulettes de pommes de terre.

### Aux États-Unis

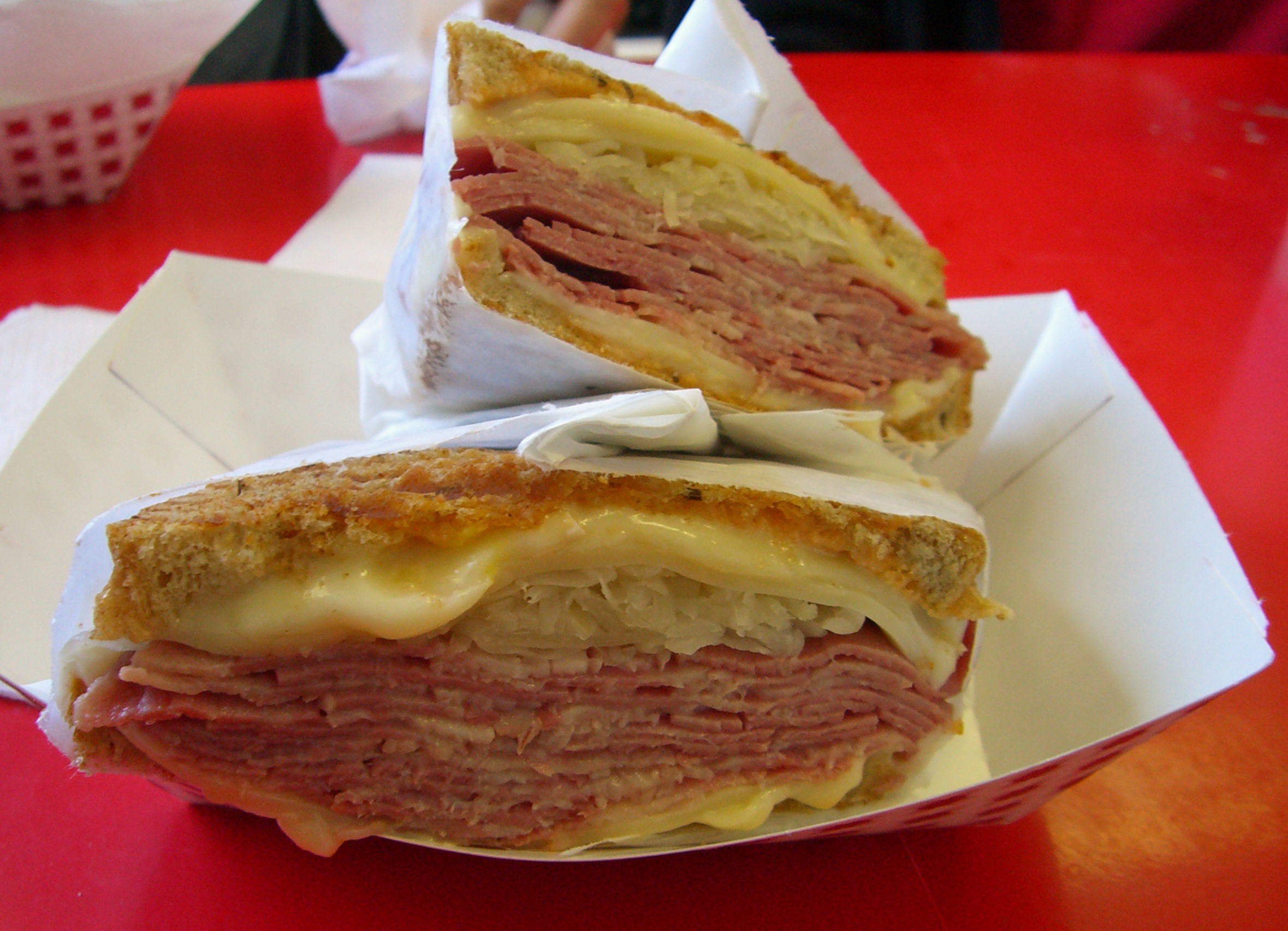
Un sandwich Reuben.

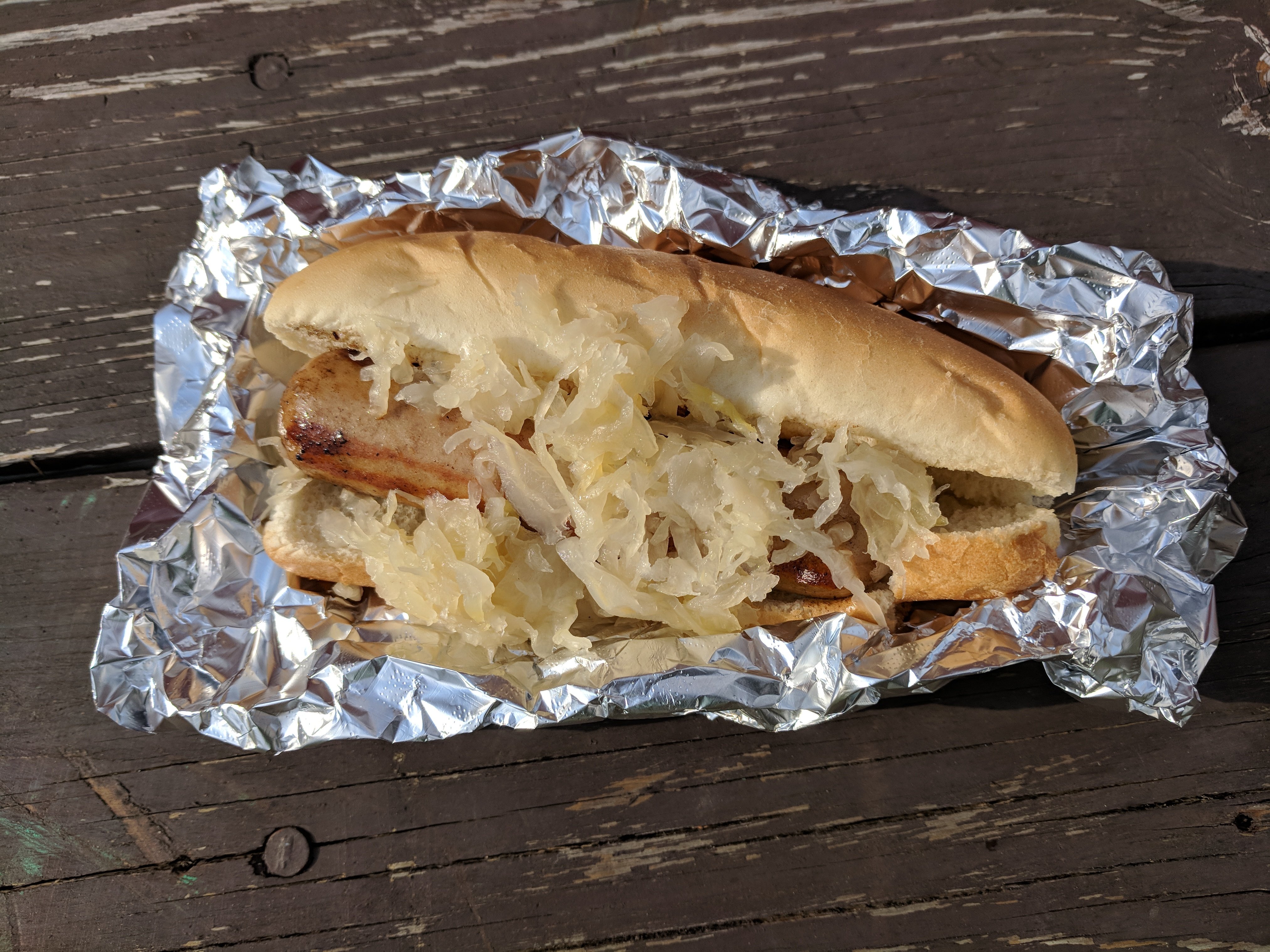
hot-dog européen à New York.

Aux États-Unis, la choucroute fait partie du sandwich Reuben à base de pain de seigle, de corned-beef, d'emmental et sauce russe (en), qui est grillé avant consommation. Le hot-dog est également souvent garni de choucroute, notamment à New York.

### Au Brésil
La choucroute est consommée au Brésil principalement dans la région sud, où se trouvent les plus fortes concentrations d'immigration allemande au Brésil. Dans la ville de Blumenau, il est couramment servi avec différents types de saucisses et de linguiça, ainsi que dans des recettes à base de porc, comme le traditionnel Eisbein mit Choucroute et Kasseler mit Choucroute, et couramment servi comme plat typique à l'Oktoberfest de Blumenau attirant 600 000 visiteurs.
Dans l'état de Santa Catarina, la choucroute représente l'interaction entre les générations, la recette étant normalement élaborée en partenariat entre grands-parents et petites-filles. Pour réaliser cette pratique, il existe un récipient spécifique pour que la proportion exacte se produise entre le chou et le sel, ainsi qu'un endroit pour se reposer ; il y a aussi l'utilisation d'une pierre spécifique pour le pressoir, sans avoir une moyenne exacte de la quantité d'ingrédients ni du poids de la pierre pour le pressoir. Si l'un des instruments utilisés se casse, est perdu ou quelque chose de similaire, il doit être remplacé par un instrument similaire pour que le processus se déroule correctement.

## Expressions et citations
- « Quel rapport avec la choucroute ? » ou « Ça n'a rien à voir avec la choucroute » : employé pour signifier que les propos tenus n'ont aucun lien avec le sujet en cours[48].
- Une choucroute est aussi un chignon haut légèrement crêpé, popularisé dans les années 1960 par Brigitte Bardot.
- « Pédaler dans la choucroute » : être à la traîne[49].
- « Bien sûr que je suis de gauche ! Je mange de la choucroute et je bois de la bière. » Jacques Chirac (1995)[50].
- Lorsque les trous dus à la corrosion de la carrosserie d'un véhicule sont réparés non pas en soudant une tôle neuve mais en comblant les trous avec un mélange de fibres de verre de quelques  centimètres  de longueur et de résine de polyester, (mélange qui ressemble un peu à de la choucroute), on dit que « la carrosserie a été réparée avec de la choucroute ». On recouvre ensuite de diverses couches d'enduits polyester et de peintures[51].